# Ahmed Qasem
Ahmed Qasem (12 luglio 2003) è un calciatore svedese di origine irachena, centrocampista o attaccante del Nashville.

## Carriera
Nato in Svezia, è cresciuto calcisticamente nelle giovanili di due club della cittadina di Motala: il LSW IF e il Motala AIF.
Proprio nel Motala AIF ha fatto il suo debutto nel calcio senior, totalizzando 4 reti in 25 partite (di cui 17 da titolare) nel campionato di Division 2 (quarta serie nazionale) del 2019 che ha visto i bianconeri centrare la promozione. L'anno seguente, nella terza serie nazionale, Qasem ha nuovamente siglato 4 gol, questa volta nell'arco di 29 presenze (di cui 19 da titolare), in un torneo concluso dal club al penultimo posto con conseguente retrocessione.
Al termine di questo biennio Qasem ha suscitato l'interesse di alcune squadre svedesi e straniere, ma è stato poi l'Elfsborg ad aggiudicarsi il giocatore nel gennaio 2021. Durante l'Allsvenskan 2021 ha disputato le sue prime 6 partite nella massima serie svedese. Un anno più tardi, nel corso del campionato 2022, ha nuovamente collezionato 6 presenze, trovando però anche il primo gol in Allsvenskan quando alla penultima giornata ha fissato il punteggio sul 3-0 nella vittoria sul già retrocesso Helsingborg. Nel 2023 ha trovato le prime presenze da titolare con l'Elfsborg.
Nel febbraio 2025, poco prima dell'inizio dell'Allsvenskan 2025, è stato ceduto agli statunitensi del Nashville in un'operazione descritta come la più remunerativa nella storia dell'Elfsborg.